# The Peel Sessions (1986)
The Peel Sessions — другий мініальбом англійського гурту Joy Division, який був випущений у листопаді 1986 року.

## Композиції
1. Exercise One — 2:30
2. Insight — 3:55
3. She's Lost Control — 4:10
4. Transmission — 3:55

## Учасники запису
- Єн Кертіс — гітара
- Бернар Самнер — гітара
- Пітер Хук — барабани
- Стефен Морріс — бас-гітара